# لیگ دسته اول فوتبال هلند
لیگ دسته اول هلند (به انگلیسی: Eerste Divisie) بعد از لیگ برتر فوتبال هلند معتبرترین لیگ فوتبال در کشور هلند است که از سال ۱۹۵۶ تاکنون در این کشور برگزار می‌شود.

## تیم‌ها بر پایه قهرمانی
| نام باشگاه     | تعداد قهرمانی |
| -------------- | ------------- |
| ولندام         | ۷             |
| فورتونا سیتارد | ۴             |
| دن بوس         | ۴             |
| ویلم دوم       | ۴             |
| ادو دن هاخ     | ۳             |
| آزد آلکمار     | ۳             |
| هراکس آلملو    | ۳             |
| هارلمش هارلم   | ۳             |
| اکسلسیور       | ۳             |
| دی گرافشاپ     | ۳             |
| کامبور         | ۳             |
| فنلو           | ۳             |